# Gaston vianai herceg
Gaston (Franciaország, 1444/45 – Libourne, 1470. november 23.), baszkul: Gaston Foixkoa, Vianako printzea, katalánul: Gastó de Foix, príncep de Viana, occitánul: Gaston de Fois, lo prince de Viana, spanyolul: Gastón de Foix, príncipe de Viana, franciául: Gaston de Foix, Prince de Viane, olaszul: Gastone di Foix, il principe di Viana, latinul: Vedastus de Fuxio, princeps Vianae Navarrai trón várományosaként, illetve a trón örököseként vianai herceg, Castellbò algrófja, a Navarrai Királyság kormányzója. Candale-i Anna magyar királyné anyai nagybátyja.

## Élete
1444-ben vagy 1445 elején született. Anyja 1444. november 12-én még terhes volt vele.
IV. Gaston foix-i gróf és Eleonóra navarrai királyi hercegnő, a későbbi királynő legidősebb fia.
Valois Margit francia királyi hercegnőt vette feleségül, mellyel a francia király 1461-ben elismerte Gaston herceg anyjának trónörökösségét, akit apja II. János navarrai király a két idősebbik gyermekének a trónöröklésből való kizárásával tett meg utódjának Navarrában. Amíg élt a két idősebbik testvér, addig teljes volt az összhang II. János és Eleonóra, apa és lánya között, de miután 1464-ben, nővére II. Blanka halálával Eleonóra lett Navarra jogos örökösnője apjával szemben, akit a két idősebb gyermeke mindvégig trónbitorlónak tartott, ugyanis a navarrai trón az anyjuk, I. Blanka királynő jogán járt nekik, ekkor apa és lánya szembefordult egymással. II. János ezért a lányával szemben és lánya helyére, aki addig az apja helyetteseként uralkodott, az unokáját, Eleonóra legidősebb fiát 1469. május 11-én tette meg Navarra kormányzójává, de a következő évben Gaston egy lovagi tornán megsebesült, és 1470. november 23-án a franciaországi Libourne-ban fiatalon életét vesztette. Ekkor Gaston anyja és nagyapja kibékültek egymással, majd 1479-et követően Eleonóra alig egy hónapos uralkodása után Gaston gyermekei foglalták el a navarrai trónt. Előbb a fia, Ferenc, majd az ő halála után Gaston lánya, Katalin.
Bordeaux-ban, a Szent András Székesegyházban temették el.

## Gyermekei
- Feleségétől, Valois Margit (1443–1495) francia királyi hercegnőtől, 2 gyermek:
  - Ferenc Phoebus (1467–1483), I. Ferenc Phoebus néven navarrai király (ur.: 1479–1483), nem nősült meg, gyermekei nem születtek
  - Katalin (1470–1517), I. Katalin néven navarrai királynő (ur.: 1483–1517), férje III. (Albret) János iure uxoris navarrai király, Tartas algrófja, 14 gyermek, többek között:
    - Anna (1492–1532), Navarra régense, nem ment férjhez, gyermekei nem születtek, jegyesei Foix Gaston (1489–1512) navarrai királyi herceg, Narbonne algrófja, valamint Foix János (?–1532), Astarac grófja, Candale-i Anna magyar királyné unokaöccse.
    - Magdolna (1494–1504) navarrai királyi hercegnő
    - Henrik (1503–1555), II. Henrik néven Navarra királya, felesége Valois Margit (1492–1549), Angoulême grófnője, I. Ferenc francia király nővére és IV. Károly alençoni herceg özvegye, 4 gyermek(+1 házasságon kívüli), többek között:
      - Albret Johanna (1528–1572), III. Johanna néven navarrai királynő, 1. férje III. Vilmos (1516–1592), Jülich, Kleve és Berg hercege,[6] elváltak, gyermekeik nem születtek, 2. férje Bourbon Antal (1518–1562), Vendôme hercege, iure uxoris navarrai király, 5 gyermek, többek között:
        - (2. házasságából): Bourbon Henrik (1553–1610), III. Henrik néven navarrai király, IV. Henrik néven francia király